# Tren blindado

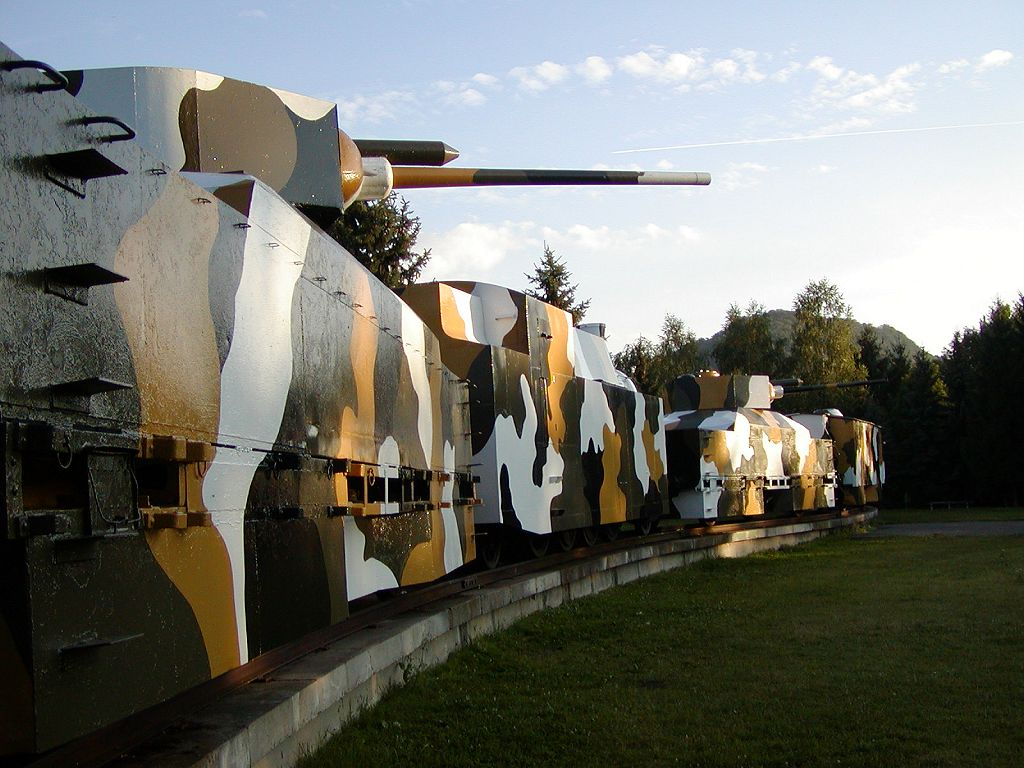
El tren blindado "Hurban", empleado en la Insurrección nacional eslovaca y expuesto en Zvolen (Eslovaquia).

Un tren blindado o tren acorazado es un convoy ferroviario que está protegido con blindaje o que incluso porta armamento defensivo. Por lo general, están equipados con vagones de ferrocarril armados con cañones y ametralladoras. 
Fueron utilizados sobre todo a finales del siglo XIX y principios del XX, cuando ofrecieron una innovadora forma de mover rápidamente, y con plena seguridad, grandes cantidades de poder artillero a grandes distancias, lo cual no era posible con la caballería ni la infantería, además de poder servir como apoyo a las fuerzas terrestres si se integraban piezas de artillería en los vagones acorazados del tren. Después de la Segunda Guerra Mundial su uso decreció en la mayoría de los países, cuando los vehículos de carretera adquirieron un mayor poder y a la vez ofrecían más flexibilidad para operar en zonas agrestes. Para entonces, los trenes blindados se habían hecho demasiado vulnerables ante el sabotaje de guerrillas y los ataques aéreos de precisión, lo cual podía inmovilizarlos y así tornarlos en artillería estática y poco útil. Sin embargo, en épocas recientes la Federación Rusa ha utilizado varios trenes blindados improvisados durante la segunda guerra de Chechenia o la guerra ruso-ucraniana.[cita requerida]

## Historia
Los primeros trenes acorazados entraron en servicio durante el siglo XIX, siendo utilizados por ambos bandos durante la guerra de Secesión de Estados Unidos (1861-1865) al resultar medios confiables para transportar tropas como verdaderos vehículos fortificados, protegidos con gruesas placas de hierro y acero, y que además podían servir en ataques contra posiciones enemigas si se les agregaba artillería ligera, por lo cual participaron del lado del ejército unionista en el asedio de Vicksburg. también se utilizaron durante la guerra franco-prusiana (1870-1871), durante buena parte de las guerras de los bóeres (1880–81 y 1899–1902) y durante la guerra civil española. 
Durante las guerras de los bóeres, por ejemplo, el entonces corresponsal de guerra Winston Churchill estaba viajando a bordo de un tren blindado, cuando un comando bóer liderado por el general Louis Botha tendió una emboscada al tren. Los bóeres capturaron a Churchill y a buena parte de la tripulación del tren, aunque otros muchos lograron escapar siendo que los mandos militares británicos alabaron las ventajas de utilizar trenes blindados en zonas donde no había otro medio de comunicación rápido y confiable, desarrollando tácticas de movimiento para impedir sabotajes y reparar prontamente los rieles que permitían el movimiento del tren.
A comienzos del siglo XX el Imperio ruso empleó varios trenes acorazados durante la guerra ruso-japonesa. Durante la Primera Guerra Mundial en el frente de Europa Oriental las fuerzas de Alemania, Austria-Hungría y Rusia utilizaron una combinación de trenes blindados ligeros y pesados. Los trenes pesados rusos fueron los más desarrollados y montaban cañones de 4,2 y 6 pulgadas, mientras que los trenes ligeros fueron equipados con cañones de 76,2 mm siendo útiles en un escenario de combate donde las tropas debían cubrir largas distancias y la movilidad de las fuerzas era un factor decisivo. Entre el final de la Primera Guerra Mundial y el comienzo de la guerra civil rusa, la Legión Checoslovaca utilizó trenes blindados fuertemente dotados de artillería para controlar las grandes longitudes del Ferrocarril Transiberiano (y de la propia Rusia).

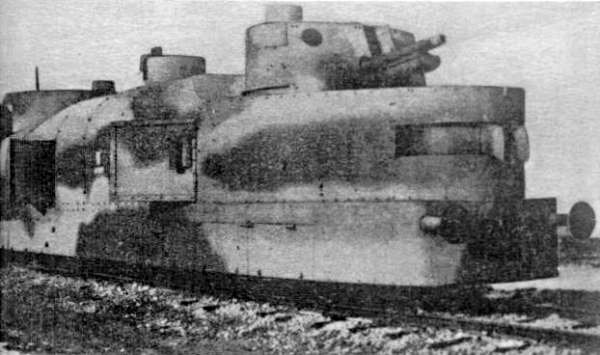
Tren acorazado polaco, hacia 1939.

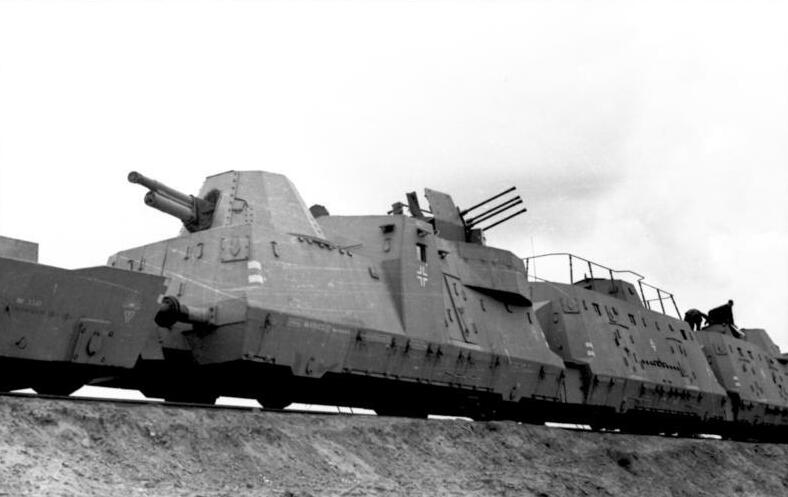
Tren blindado alemán en la Unión Soviética, hacia 1942.

Las fuerzas bolcheviques también emplearon numerosos trenes acorazados durante la guerra civil rusa, siendo de gran utilidad para controlar grandes extensiones de territorio donde escaseaban los transportes motorizados y eran raras las carreteras, apoyando los ataques de infantería y caballería, y liberando a estas armas del trabajo de movilizar piezas artilleras a largas distancias. Muchos trenes blindados rusos fueron improvisados de forma local, mientras que otros fueron diseñados especialmente por ingenieros navales en las fábricas de Putílov e Izhorski. Como resultado, los convoyes militares evolucionaron desde los iniciales vagones protegidos por sacos terreros hasta los trenes fuertemente armados y blindados producidos por los ingenieros navales. Hubo un intento de uniformizar todos los tipos de trenes acorazados que se producían, pero tuvo poco éxito. Al final de la contienda las fuerzas bolcheviques disponían de 103 trenes blindados de todos los tipos.
Al comienzo de la Segunda Guerra Mundial, Polonia disponía de varios trenes acorazados que fueron empleados con distinto éxito durante la invasión alemana de 1939, pero que fueron vulnerables ante ataques masivos de la aviación enemiga. La Wehrmacht tudesca, por su parte, al comienzo del conflicto no disponía de trenes blindados pero a lo largo de la contienda fue reintroduciéndolos gradualmente, elaborando nuevos trenes de carácter más versátil y bien equipados, incluyendo vagones que albergaban torretas antiaéreas que se hacían muy necesarias, o diseñados para cargar y descargar los carros de combate y demás vehículos militares, y usándolos de preferencia en la campaña contra los soviéticos.
En el caso de los soviéticos, el Ejército Rojo todavía disponía de un gran número de trenes blindados listos para operar al comienzo de la guerra, aunque muchos de ellos se perdieron durante la invasión alemana en 1941, también a causa de bombardeos aéreos. Los trenes construidos posteriormente por los soviéticos durante la guerra tendían a ser equipados con torretas de los carros T-34 o de los KV-1. Otros fueron equipados con baterías antiaéreas especializadas, mientras que sólo unos cuantos fueron equipados con baterías de artillería pesada procedente de los buques de la Armada soviética.
Durante la fallida Insurrección nacional eslovaca de octubre-noviembre de 1944, los rebeldes eslovacos emplearon hasta tres trenes acorazados contra los tudescos, tanto para desplazar fuerzas como para asegurar el control de los territorios recién liberados, destacando que los «partisanos» eslovacos lograron poner en operaciones estos trenes en pocos días.

### Guerra Fría
Después de la Segunda Guerra Mundial, los trenes blindados perdieron importancia táctica debido a ser muy vulnerables al avión de bombardeo, además que al desplazarse siempre usando rieles podían ser rápidamente inutilizados por la moderna artillería, aunque no desaparecieron del todo. De hecho, durante la guerra de Indochina los militares franceses emplearon un tren especial llamado La Rafale tanto en misiones de carga y transporte como una unidad de apoyo táctico a sus tropas. Por otro lado, el ejército cubano de Fulgencio Batista operó un tren acorazado durante la Revolución cubana; fue descarrilado y destruido durante la batalla de Santa Clara.
Frente a la amenaza de incursiones transfronterizas chinas durante la ruptura sino-soviética, la URSS desplegó trenes blindados con el objetivo de defender el ferrocarril Transiberiano en la década de 1970. Según diferentes relatos, se construyeron cuatro o cinco trenes. Cada tren incluía diez carros de combate medianos, dos carros ligeros anfibios, varias armas antiaéreas, así como varios vehículos blindados de transporte de personal, vehículos de suministro y equipos para reparaciones ferroviarias. Todos estaban montados en plataformas abiertas o en vagones especiales. Las diferentes partes del tren estaban protegidas con una armadura de 5 a 20 mm de espesor. Además, Estos trenes fueron utilizados por el ejército soviético para intimidar a las unidades paramilitares nacionalistas en 1990 durante las primeras etapas de la primera guerra del Alto Karabaj. Hacia el final de la Guerra Fría, ambas superpotencias comenzaron a desarrollar misiles balísticos intercontinentales  montados en trenes acorazados; los soviéticos desplegaron el misil SS-24 en 1987, pero los costos presupuestarios y la cambiante situación internacional llevaron a la cancelación del programa.

### Uso posterior a la Guerra Fría
El ejército ruso postsoviético ha seguido utilizando trenes blindados regulares. Dos se desplegaron durante la segunda guerra chechena, ayudando en la batalla de Grozni. Posteriormente uno fue enviado a la guerra ruso-georgiana. Fuera de la jerarquía militar rusa formal, militantes respaldados por Rusia en el Dombás en Ucrania fueron fotografiados operando un tren blindado casero a finales de 2015.
Un tren acorazado compuesto por dos locomotoras diésel que impulsaban ocho vagones diferentes, que transportaban armamento antiaéreo y carga desconocida, apoyó el flanco sur de la invasión rusa de Ucrania en 2022. Posteriormente se informó con más detalle sobre un tren blindado ruso llamado Yenisei utilizado en Ucrania; estaba compuesto por dos locomotoras y ocho vagones.